# پروپنیل
پروپنیل در شیمی آلی، موادی با فرمول CH=CHCH3 است. بسیاری از ترکیب‌های پروپنیل شناخته شده‌اند از جمله: سیس- و ترانس-۱-کلروپروپن، پروپنیل‌بنزن (β-متیلاستایرن). ترکیب‌های پروپنیل همپارند و از ترکیب‌های آلیل کمتر متداولند.

## ترکیب‌های شیمیایی با رادیکال‌های پروپنیل
- Allicin
- Anethole
- کنیفریل الکل
- Elemicin
- استراگول
- سافرول